# Berberis wanhuashanensis
Berberis wanhuashanensis là một loài thực vật có hoa trong họ Hoàng mộc. Loài này được Y.J.Zhang mô tả khoa học đầu tiên năm 1991.